# Čestmír Jeřábek

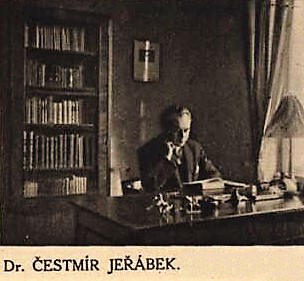
Čestmír Jeřábek, 1928

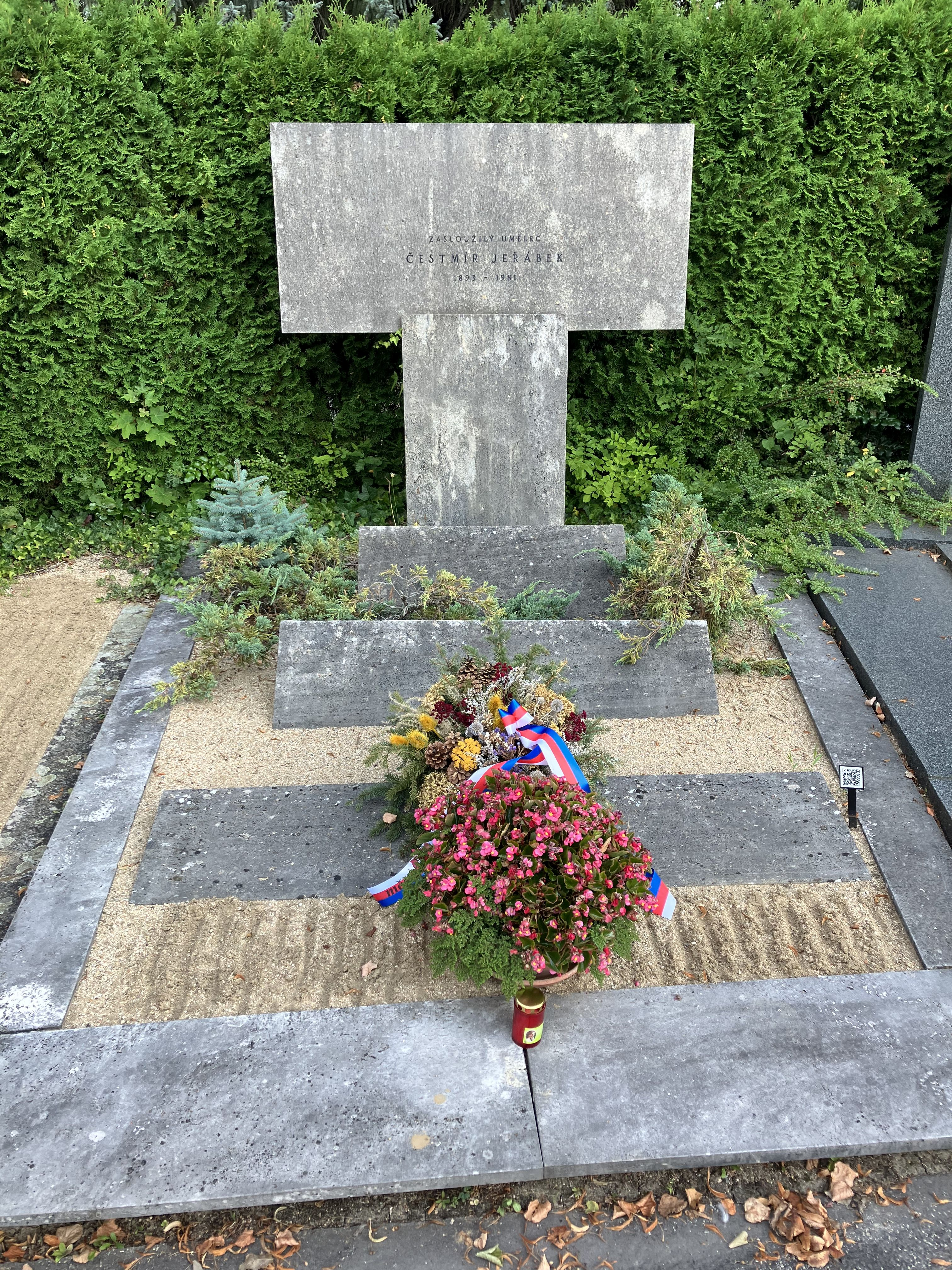
Hrob Čestmíra Jeřábka

Čestmír Jeřábek (18. srpna 1893 Litomyšl – 15. října 1981 Brno) byl český právník, spisovatel, dramatik a literární kritik.

## Životopis
Narodil se v rodině nadučitele v Pršticích Viktora Kamila Jeřábka (1859–1946) a matky Marie, rozené Císařové. Dětství prožil v Pršticích, kde otec působil.
Pocházel z rodiny s úzkým vztahem k literatuře. Děd Jan Vojtěch Jeřábek (1822–1903) byl správcem litomyšlské Augustovy tiskárny a podílel se na tisku spisů Boženy Němcové, na který spisovatelka sama dohlížela. Otec byl spisovatel, učitel, první předseda Moravského kola spisovatelů a jednatel spolku Svatobor pro Moravu.
Vystudoval gymnázium v Litomyšli a v Brně, kde maturoval roku 1912 a poté absolvoval práva v Praze a jeden semestr v Innsbrucku. Promován byl v Praze, 30. října 1917. V té době již byl jednoročním dobrovolníkem. Koncem první světové války sloužil na haličské a italské frontě.
V letech 1919–1949 byl úředníkem magistrátu v Brně.

### Aktivity v uměleckých spolcích
Roku 1921 se stal spoluzakladatelem brněnské Literární skupiny, sdružení mladých moravských autorů a podílel se na redigování časopisu Host. V letech 1945–1948 byl předsedou Sdružení moravských spisovatelů.

### Rodinný život
Dne 15. března 1919 se oženil se Zdenkou Netušilovou (1895–1987) se kterou měl syna Dušana Jeřábka a dceru Zdenku, provdanou Bukovskou.
Je pohřben na Ústředním hřbitově v Brně, Čestný kruh, sk. 25e/hr. hr. 21.

## Dílo
Počátek jeho tvorby je ovlivněn expresionismem, poté psal historické a psychologické romány ovlivněné realismem.

### Časopisecké příspěvky
Přispíval do mnoha novin a časopisů: Zvon, Cesta, Tribuna, Host, Lidové noviny, Moravské noviny, Rovnost, Literární noviny a Tvorba. V Rozpravách Aventina se věnoval především otázkám souvisejícím s divadlem v Brně.

### Knižní vydání
- 1921 Zasklený člověk (Brno, St. Kočí)
- 1925 Lidumil na kříži (detektivní příběh; Praha, Čin)
- 1926 Firma prorokova, patří mezi sci-fi[10].
- 1928 Svět hoří
- 1938–1939 Legenda ztraceného věku (I. Hledači zlata, II. Medvědí kůže, III. Bohové opouštějí zemi; Praha, Josef R. Vilímek 1938 a 1939; Brno, Blok 1970)
- 1938 Hledači zlata, románová trilogie
- 1939 Medvědí kůže
- 1939 Bohové opouštějí zemi
- 1945 V zajetí Antikristově
- 1946 Letopisy české duše
- 1957 Odcházím, přijdu
- 1959 Sága našeho rodu (I. Propast, II. Tvé jméno štěstí, III. V sousedství šelem; Praha, Naše vojsko 1959)
- Cizinec na ostrově. Jeden rok ze života Franze Kafky (Brno: Atlantis,1996. Novela z literární pozůstalosti)
- Světlo na přídi
- Život a sen
- Jitro se zpěvem
- Zelená ratolest
- V paměti a srdci
- Evropské meziaktí
- 2000 V zajetí stalinismu – z deníkových záznamů 1948–1958 (Brno, Barrister a Principal)